# رجل دين

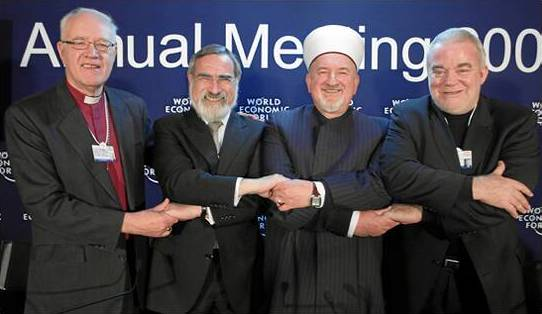
رجال دين بالمنتدى الاقتصادي العالمي، 2009.

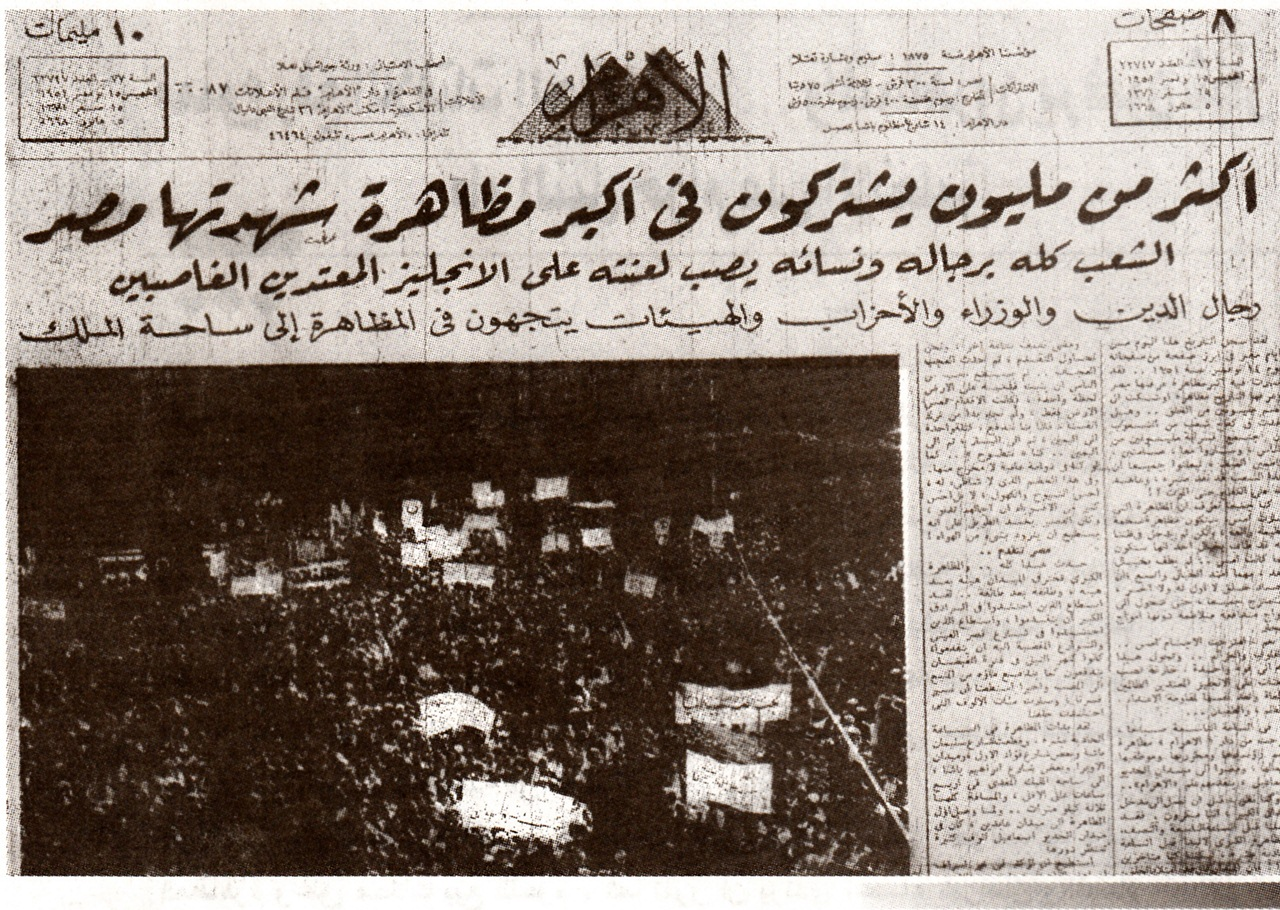
مصطلح «رجال الدين» في عنوان جريدة الأهرام سنة 1951م

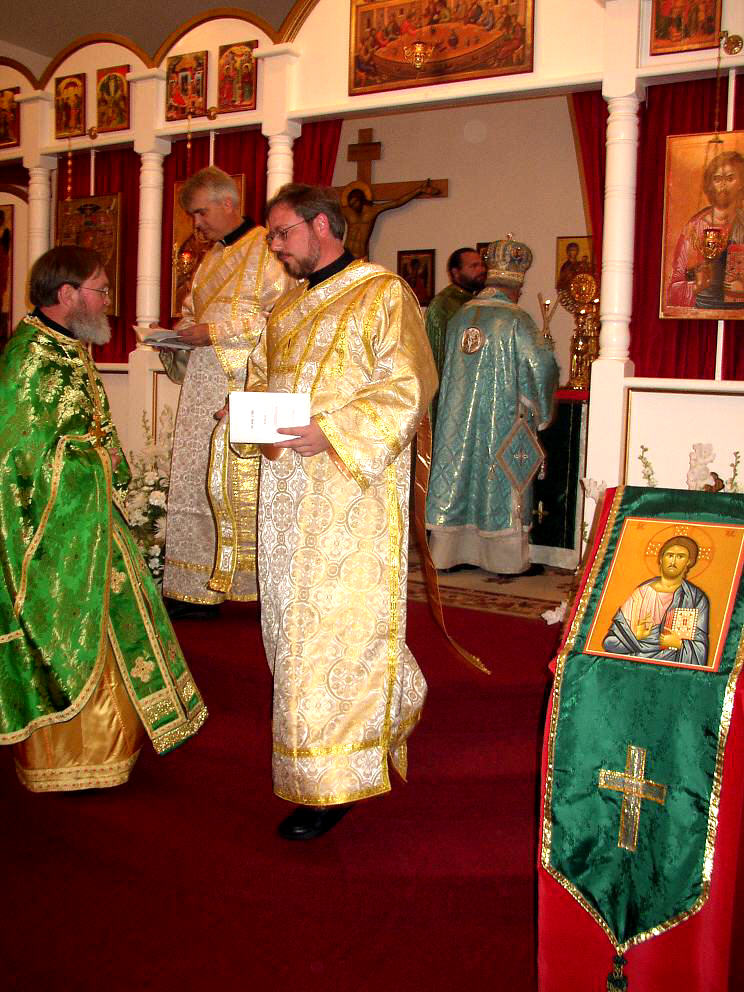
أرثوذكسية شرقية clergy: أسقف (right, at مذبح), قس (left), and two شماسs (in gold)

رجل الدين منصب تحدده بعض الديانات بوضوح.

## رجل الدين

### الرتب
- 1- رتبة الشمامسة
- 2- رتبة القسيسية
- 3- رتبة الأسقفية

### الدرجات
- في رتبة الشمامسة خمس درجات :

الإبصالتيس – الأغنسطس – الإيبودياكون – دياكون – ارشيدياكون 
- وفي رتبة القسيسية ثلاث درجات وهي:

القس – القمص – الخوري ابسكوبس 
- وفي رتبة الأسقفية ثلاث درجات وهي:

الأسقف – المطران – البطريرك 
يوضع الرهبان في رتبة تانيه ,
يترسم الراهب شماس قبل الرهبنة ,
ومن الممكن أن يتدرج في رتب الإكليروس كالتالي:
شماس - راهب - كاهن قس - كاهن برتبة قمص - أسقف - بابا

## طالع المزيد
- الإكليروس